# Pilger (Nebraska)
Pilger é uma vila localizada no Estado americano de Nebraska, no Condado de Stanton.

## Demografia
Segundo o censo americano de 2000, a sua população era de 378 habitantes.
Em 2006, foi estimada uma população de 370, um decréscimo de 8 (-2.1%).

## Geografia
De acordo com o United States Census Bureau, a localidade tem uma área de 0,8 km², sem área coberta por água. Pilger localiza-se a aproximadamente 429 m acima do nível do mar.

## Localidades na vizinhança
O diagrama seguinte representa as localidades num raio de 24 km ao redor de Pilger.